# القحيم العالي (المخادر)

تعديل مصدري - تعديل

القحيم العالي محلة تابعة لقرية القلعة، التابعة لعزلة بني سرحة بمديرية المخادر إحدى مديريات محافظة إب في الجمهورية اليمنية، بلغ تعداد سكانها 207 حسب تعداد اليمن لعام 2004.